# Paratico
Paratico (Paràdech in dialetto bresciano) è un comune italiano di 5 020 abitanti della provincia di Brescia all'estremità meridionale del lago d'Iseo, in Lombardia. Nel territorio di Paratico, precisamente alle coordinate 45°39'27"N 9°57'46"E, cade il centro esatto della Lombardia.

## Geografia fisica

### Territorio
Il comune di Paratico fa parte della zona collinare denominata Franciacorta. Ospita quali contrade: Borgo, Tengattini, Foppe, San Pietro, Rivatica, Vanzago.

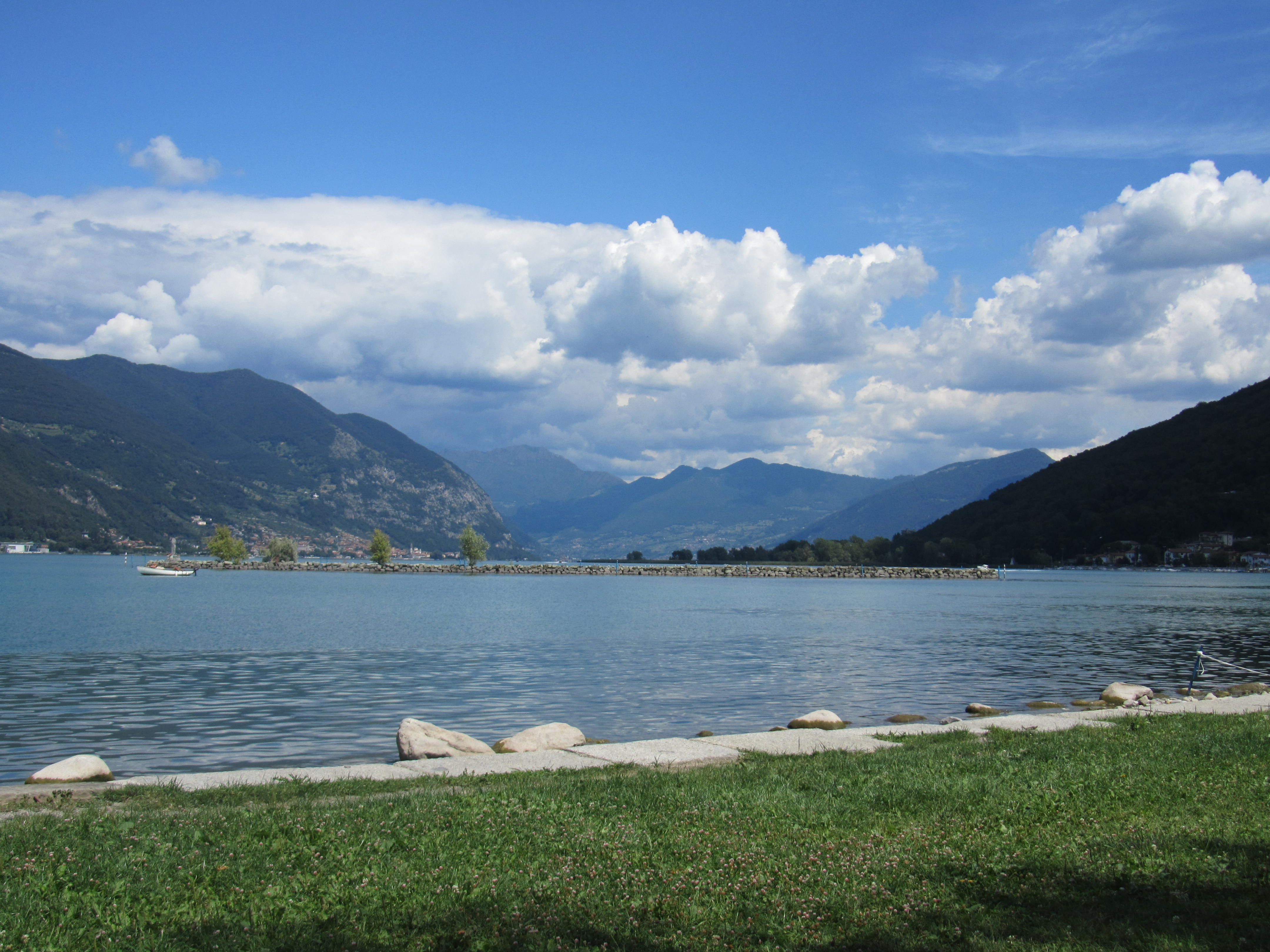
Vista del lago di Iseo da Paratico
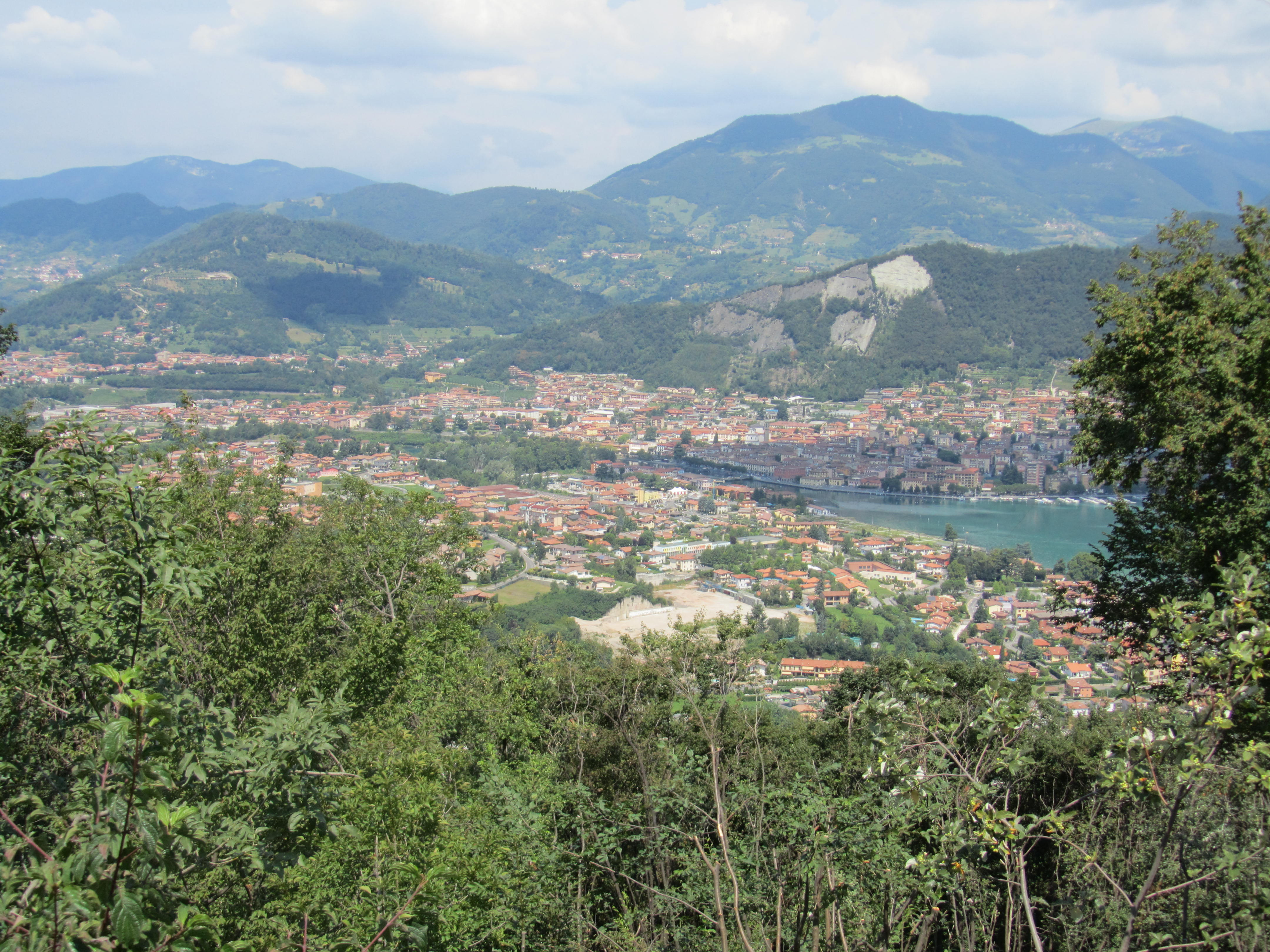
Vista di Paratico e Sarnico

## Storia
Le origini di Paratico sono molto antiche, come testimoniano i resti di insediamenti palafitticoli in riva al lago, risalenti al 2000 a.C. Dopo l'anno Mille, Paratico vide sorgere il castello della famiglia Lantieri, signori del luogo. Esso fu quasi interamente smantellato ai primi del Cinquecento. Oltre all'agricoltura ed alla pesca, ebbero una certa importanza l'attività tessile e quella estrattiva (cave di pietra arenaria).
Secondo un'antica tradizione confermata dalla Cronaca della Famiglia Lantieri de Paratico, presso il castello Lantieri soggiornò Dante Alighieri, che poi usò l'immagine del castello di Paratico per la descrizione del Purgatorio nella sua Divina Commedia.
La chiesa parrocchiale dedicata a S. Maria Assunta risale al XV secolo. Attorno ad essa venivano inumate le salme prima della costruzione del cimitero di S. Pietro; fu ampliata e ristrutturata in stile composito nel 1724 ed ulteriormente abbellita nel 1878, prima di essere ricostruita a fine Ottocento. Contiene opere pittoriche interessanti, un altare maggiore ad intarsi policromi ed uno splendido altare del Rosario a tarsie marmoree. 
La chiesa è sede dell'omonima parrocchia afferente al vicariato di Predore, diocesi di Bergamo.
Dopo che nel 1876 fu completata la ferrovia Palazzolo-Paratico, la cittadina divenne punto di scambio delle chiatte che trasportavano i vagoni ferroviari dei prodotti siderurgici provenienti da Lovere.

### Simboli
Il gonfalone è un drappo partito di bianco e d'azzurro.

## Monumenti e luoghi d'interesse

### Architetture religiose

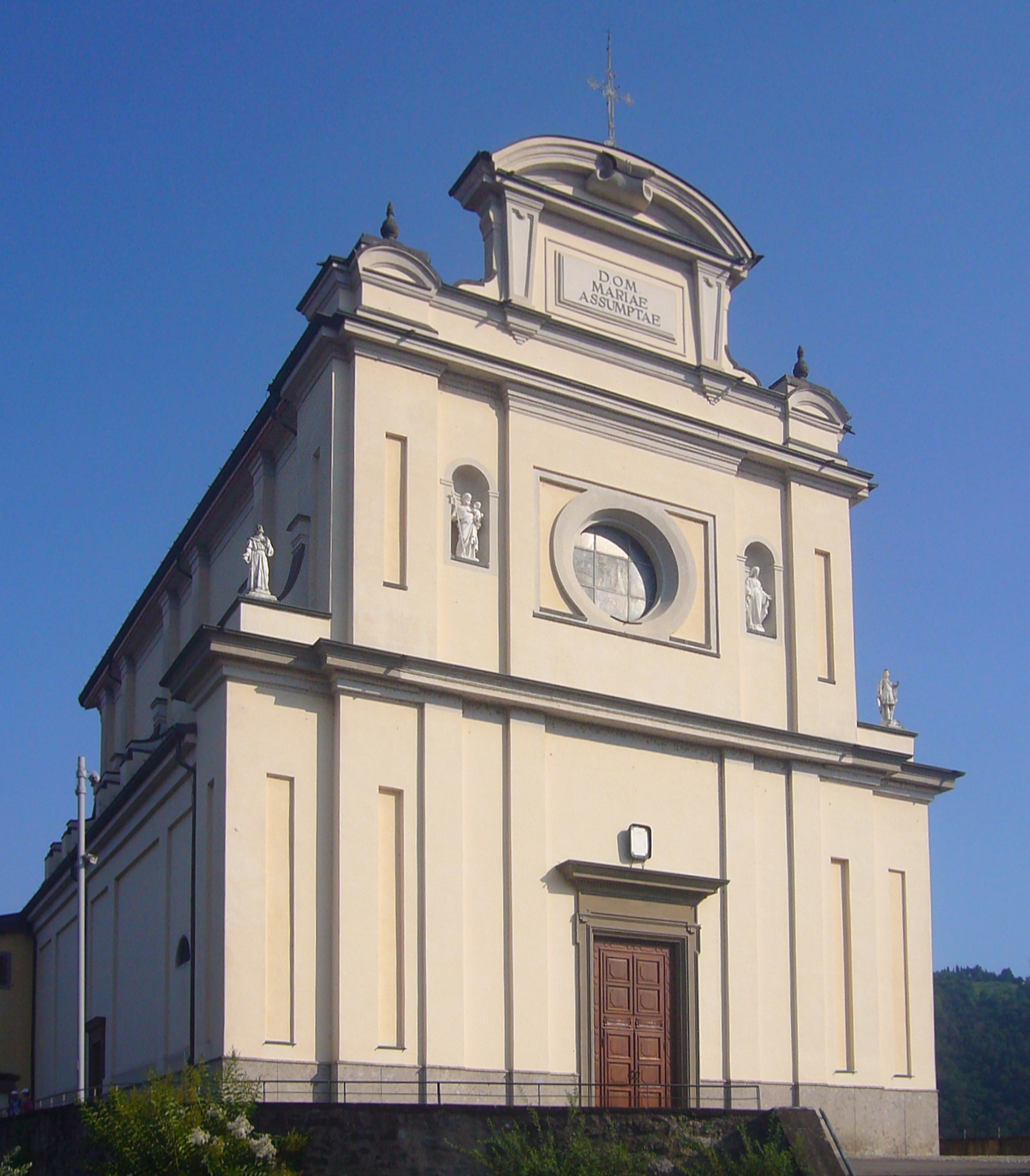
Chiesa di Santa Maria Assunta

- Chiesa di Santa Maria Assunta (1896-1904)[6]

### Architetture militari

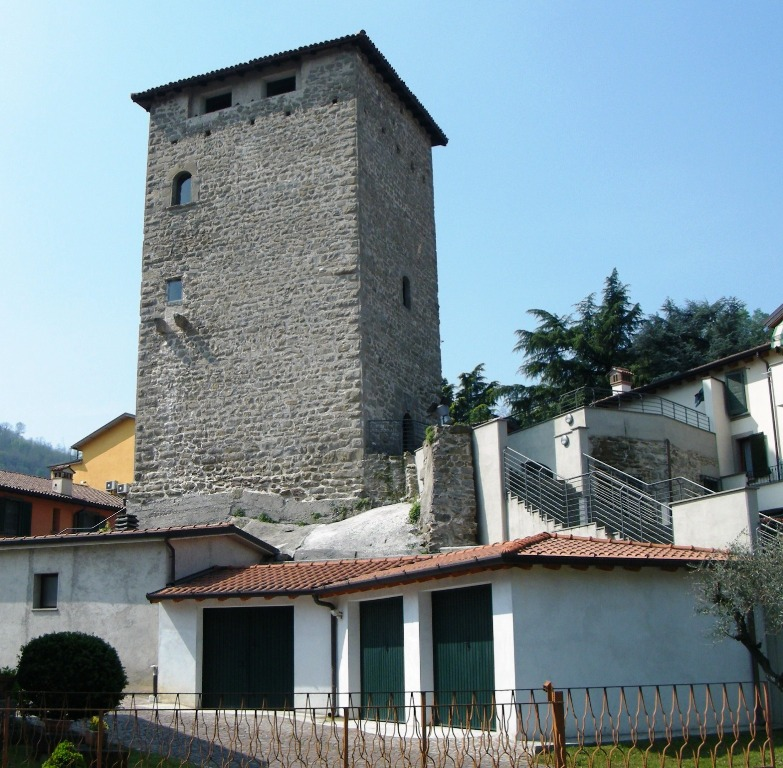
Torre Lantieri, Paratico

- Torre Lantieri (XIV secolo)[7]

## Società

### Evoluzione demografica
Abitanti censiti

## Infrastrutture e trasporti

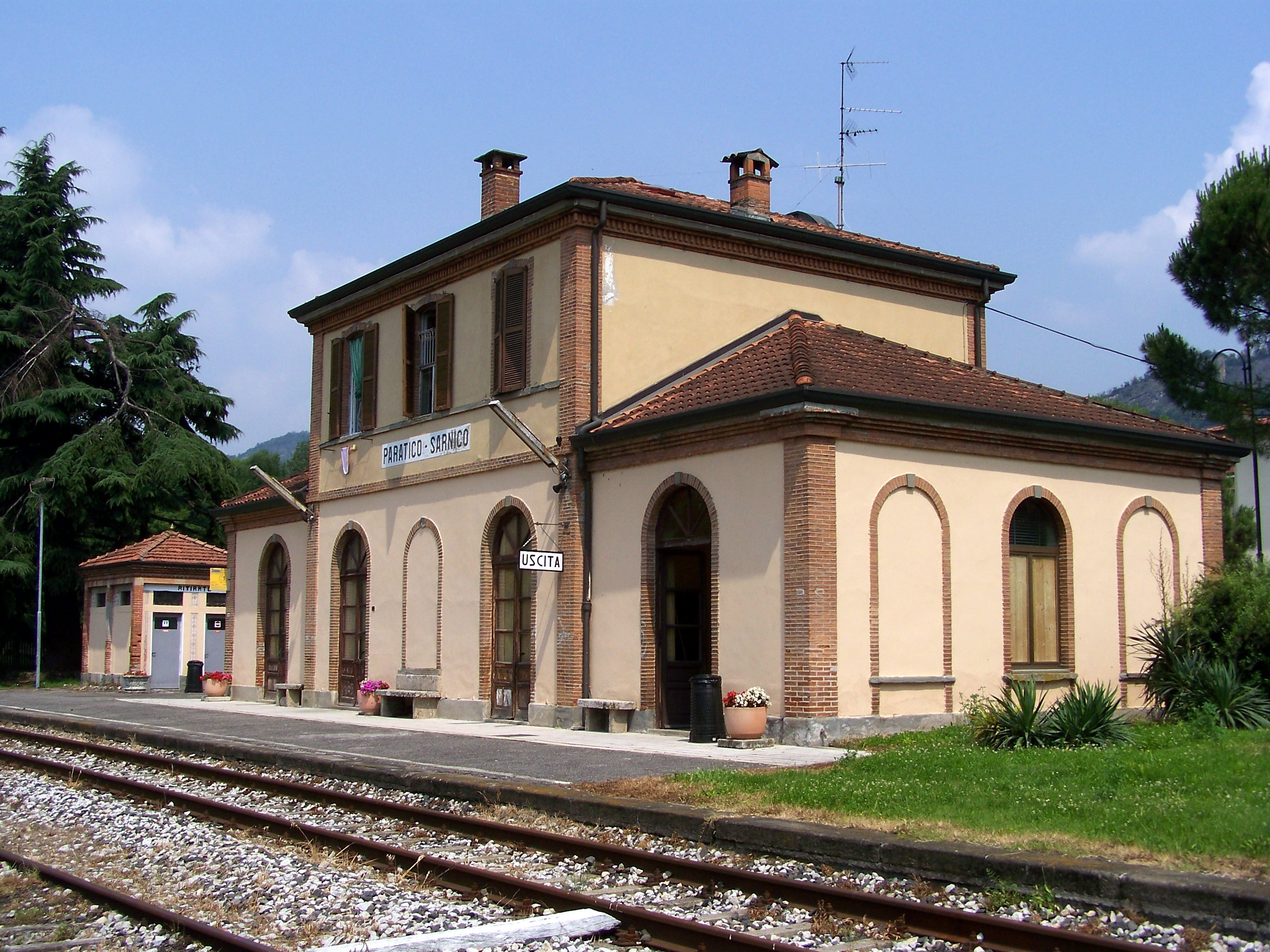
Stazione ferroviaria di Paratico

Il comune è terminale della ferrovia Palazzolo-Paratico e ospita sul suo territorio la Stazione di Paratico-Sarnico, l'ultima della linea ferroviaria, in uso per servizi turistici organizzati da Fondazione FS Italiane.

## Amministrazione
| Periodo | Periodo   | Primo cittadino         | Partito                              | Carica  | Note   |
| ------- | --------- | ----------------------- | ------------------------------------ | ------- | ------ |
| 1920    | 1925      | Primo Pirola            |                                      | Sindaco |        |
| 1925    | 1926      | Mosè Donizzetti         |                                      | Sindaco |        |
| 1926    | 1931      | Primo Pirola            |                                      | Sindaco |        |
| 1931    | 1934      | Arnaldo Ridolfi         |                                      | Sindaco |        |
| 1934    | 1943      | Francesco Tengattini    | PNF                                  | Sindaco |        |
| 1943    | 1945      | Mosè Donizzetti         |                                      | Sindaco |        |
| 1945    | 1946      | Giuseppe Ministrini     |                                      | Sindaco |        |
| 1946    | 1947      | Gerolamo Tengattini     |                                      | Sindaco |        |
| 1947    | 1948      | Don Enrico Broglia      |                                      | Sindaco |        |
| 1948    | 1951      | Luigi Poli              |                                      | Sindaco |        |
| 1951    | 1956      | Vittorio Poli imitatori |                                      | Sindaco |        |
| 1956    | 1957      | Bassano Pezza           |                                      | Sindaco |        |
| 1957    | 1960      | Ermenegildo Coltri      |                                      | Sindaco |        |
| 1970    | 1970      | Ermenegildo Coltri      |                                      | Sindaco |        |
| 1961    | 1964      | Mario Marini            |                                      | Sindaco |        |
| 1965    | 1967      | Vittorio Zanoletti      |                                      | Sindaco |        |
| 1967    | 1970      | Andrea Gallinea         |                                      | Sindaco |        |
| 1971    | 1980      | Vincenzo Cadei          | DC                                   | Sindaco |        |
| 1985    | 1999      | Vincenzo Cadei          | DC/lista civica(dal '95)             | Sindaco |        |
| 1999    | 2004      | Carlo Tengattini        | lista civica                         | Sindaco | [ 10 ] |
| 2004    | 2009      | Carlo Tengattini        | lista civica                         | Sindaco | [ 11 ] |
| 2009    | 2014      | Maria Giulia Venturi    | lista Paratico futur@ (lista civica) | Sindaco | [ 12 ] |
| 2014    | 2019      | Carlo Tengattini        | lista Paratico futur@ (lista civica) | Sindaco |        |
| 2019    | 2024      | Giambattista Ministrini | Paratico Futur@ (lista civica)       | Sindaco |        |
| 2024    | in carica | Carlo Tengattini        | lista civica "Orgoglio Paratico"     | Sindaco |        |

## Sport
Sono presenti sul territorio comunale svariate associazioni sportive, tra le principali:

### Polisportiva Paratico
La Polisportiva Paratico è la società sportiva attiva nel calcio e nella pallavolo.

### Calcio
La principale squadra di calcio della città è l'A.C.D. Paratico 2009 che milita nel girone E bresciano di 2ª Categoria. È nata nel 2009.

### Atletica
La società sportiva dell'atletica leggera è l'Atletica Paratico.

### Canottaggio
Voga in piedi praticata presso il  Gruppo Vogatori Paratico.

## Economia
Paratico è un'importante meta turistica per la zona del lago d'Iseo e della Franciacorta grazie alle molte attività presenti come wake-board, sci nautico, canoa, naècc (imbarcazioni tipiche del Sebino) e di barche a noleggio. Proprio la vicinanza di Paratico al lago ha contribuito, dall'inizio degli anni settanta ad oggi, uno sviluppo importante della nautica da diporto.
Da Paratico è anche possibile percorrere diversi itinerari ciclo -turistici che attraversano la Franciacorta raggiungendo le porte della città di Brescia, lungo il Lago d'Iseo o il Parco dell'Oglio. Non mancano infine opportunità per gli amanti del trekking (seguendo percorsi che si snodano sulle colline del paese o nei dintorni) e delle passeggiate, in riva al lago o attraverso il paese.